# Янгстаун (Пенсільванія)
Янгстаун (англ. Youngstown) — місто (англ. borough) в США, в окрузі Вестморленд штату Пенсільванія. Населення — 252 особи (2020).

## Географія
Янгстаун розташований за координатами 40°16′47″ пн. ш. 79°21′57″ зх. д. / 40.27972° пн. ш. 79.36583° зх. д. (40.279783, -79.365884).  За даними Бюро перепису населення США в 2010 році місто мало площу 0,29 км², уся площа — суходіл.

## Демографія
Згідно з переписом 2010 року, у селищі мешкало 326 осіб у 144 домогосподарствах у складі 87 родин. Густота населення становила 1130 осіб/км².  Було 162 помешкання (562/км²).
Расовий склад населення:
| - 99,4 % — білих |

До двох чи більше рас належало 0,6 %. Частка іспаномовних становила 0,6 % від усіх жителів.
За віковим діапазоном населення розподілялося таким чином: 18,7 % — особи молодші 18 років, 62,6 % — особи у віці 18—64 років, 18,7 % — особи у віці 65 років та старші. Медіана віку мешканця становила 46,2 року. На 100 осіб жіночої статі у селищі припадало 85,2 чоловіків;  на 100 жінок у віці від 18 років та старших — 86,6 чоловіків також старших 18 років.
Середній дохід на одне домашнє господарство  становив 61 743 долари США (медіана — 48 750), а середній дохід на одну сім'ю — 64 556 доларів (медіана — 56 667). Медіана доходів становила 42 188 доларів для чоловіків та 31 875 доларів для жінок. За межею бідності перебувало 3,8 % осіб, у тому числі 0,0 % дітей у віці до 18 років та 0,0 % осіб у віці 65 років та старших.
Цивільне працевлаштоване населення становило 176 осіб. Основні галузі зайнятості: освіта, охорона здоров'я та соціальна допомога — 26,7 %, будівництво — 11,9 %, виробництво — 11,4 %, мистецтво, розваги та відпочинок — 11,4 %.